# Cinquième congrès du Parti du travail de Corée
Le 5e congrès du Parti du travail de Corée se déroule du 2 au 13 novembre 1970.
Durant ce congrès Kim Il-sung a reconnu que les objectifs du plan n'avaient pas pu être tenus, du fait des dépenses militaires.